# San-Gavino-di-Carbini
San-Gavino-di-Carbini es una comuna y población de Francia, en la región de Córcega, departamento de Córcega del Sur.
Su población en el censo de 1999 era de 738 habitantes.

## Demografía
| 229 | 301 | 266 | 381 | 538 | 738 |
| Para los censos de 1962 a 1999 la población legal corresponde a la población sin duplicidades (Fuente: INSEE [Consultar]) |     |     |     |     |     |

- Datos: Q970326
- Multimedia: San-Gavino-di-Carbini / Q970326

1. ↑  Worldpostalcodes.org, código postal n.º 20170.
2. ↑  INSEE, Datos de población para el año 2012 de San-Gavino-di-Carbini (en francés).